# Francisco de Castel Rodrigo
Francisco de Moura Corte Real e Melo, 3de markies van Figueira de Castelo Rodrigo (1610 –  Madrid, 26 november 1675) was landvoogd van de Zuidelijke Nederlanden van 1664 tot 1668.
Francisco was de derde markies van Castel Rodrigo en zoon van Manuel de Castel Rodrigo, die voordien ook landvoogd geweest was van de Zuidelijke Nederlanden, meer bepaald van 1644 tot 1647.
Zijn ambtstermijn viel voor een stuk samen met de Devolutieoorlog, waarin Spanje machteloos bleek tegen de Franse expansiedrang. Castel Rodrigo liet in 1666 het dorpje Charnoy ombouwen tot vestingstad en herdoopte het tot Charleroi, naar de Spaanse koning Karel II.
Hij is ook onderkoning van Catalonië geweest, van 1663 tot 1664. Hij huwde met Ana Maria de Aragón y de Moncada en had twee dochters, Leonor en Juana.
- Library of Congress Control Number: n2020001907
- Nederlandse Thesaurus van Auteursnamen: 070065152
- Système universitaire de documentation: 066010861
- Virtual International Authority File: 100046731